# Bukovina
Bukovina (rumænsk: Bucovina; tysk: Bukowina/Buchenland, polsk: Bukowina, ukrainsk: Буковина, tr. Bukovyna) er et historisk område i Østeuropa, der er i dag delt mellem Ukraine og Rumænien.
Oprindelig var Bukovina den nordlige del af Moldavien, men blev annekteret af det Habsburgske monarki i 1775. I 1918, efter den 1. verdenskrig, blev det indlemmet i Rumænien. De nordligste distrikter, der er beboet af ukrainere, blev annekteret af Sovjetunionen i 1940, tabt til Rumænien igen i 1941, og genannekteret i 1945, og er nu indlemmet i det uafhængige Ukraine.